# Mezőhát
Mezőhát (ukránul: Лазещина [Lazescsina]) falu Kárpátalja Rahói járásában. A Kárpát-medence utolsó települése a Tatár-hágó előtt.

## Földrajz
Rahótól északkeletre, Kőrösmező mellett, a Lazescsina patak mentén fekvő település.

## Nevének eredete
A Lazescsina helységnév ruszin víznévi eredetű, a falu a Lazescsina patak mellett települt a 18. században. A víznév alapja a láz főnév, amihez a ruszin -scsina képző kapcsolódik. Más feltevés szerint a helység a közeli Tatár-hágóra vezető, a falun keresztül haladó útról vagy ösvényről (перелаз) kapta a nevét (ІМСУ. 527). A magyar Mezőhát névmagyarosítás eredménye, 1904-ben keletkezett hivatalos úton.

## Történelem
Nevét 1785-1786-ban Lasiscsi néven említették (Mth. 118). Későbbi névváltozatai: 1789-ben Inferior Lazescsina, Inferior Lazestsina, Superior Lazescsina, Superior Lazestsina, 1808-ban Lozuscsena, Lozusscena, 1828-ban Lazestyina, 1838-ban Lazestyina (Schem. 57), 1882-ben Lázes (hnt.), 1892-ben és 1898-ban Lazescsina, 1907-ben és 1913-ban Mezőhát (hnt.), 1925-ben Lazeščina, 1930-ban Lazeština (ComMarmUg. 78), 1944-ben Mezőhát, Лазещина (hnt.), 1983-ban Лазещина (Zo).
Mezőhát az egykori határ: a Tatár-hágó előtti utolsó falu, ma összeér Kőrösmezővel. 

## Népesség
Lakóinak száma a 2001-es népszámlálás idején 4171 fő volt.

## Közlekedés
A települést érinti az Ivano-Frankivszk–Deljatin–Rahó-vasútvonal.

## Turizmus
A települést dél-délkeleti irányban elhagyva néhány km-re található Kozmecsik turistatelep. Innen nehéz, fárasztó úton közelíthető meg a Csorna-Hora hegység, egyben a Hoverla (2061 m, Ukrajna legmagasabb pontja) is. Erre a területre – még derült napokon is – célszerű meleg öltözetet, esővédő felszerelést vinni (augusztusban volt már, hogy átláthatatlan köd, havaseső fogadta az idelátogatókat). A Kárpáti Bioszféra Rezervátum engedélyét díjfizetés ellenében beszerezhetjük a látogatóközpontokban. A Hóvárhoz igyekvő turistákat a hegyi mentőszolgálatnál, az erdészháznál regisztrálják. A ruszin-hucul településről indul az út a 2020 m magasságú Pietroszhoz, és a Kőhavashoz is.
Látnivalói közé tartozik a hucul stílusban épült Urunk színeváltozása fatemplom.
A falu Kőrösmező felőli végénél, már Kőrösmező közigazgatási területén van Mezőhát 18. század végi hucul fatemploma, a Plitovatij.